# Les Lutins (conte)
Pour les articles homonymes, voir Les Lutins.

Les Lutins (en allemand : Die Wichtelmänner) est un ensemble de trois histoires figurant dans Contes de l'enfance et du foyer (Kinder- und Hausmärchen, 1812, no KHM 39). Si les deux premières se situent à mi-chemin entre le conte et la légende, la troisième appartient davantage à la seconde catégorie.

## Résumé

### Les nains magiques
Un cordonnier est devenu si pauvre qu'il ne lui reste plus assez de cuir que pour fabriquer une seule paire de chaussures. Le soir, il découpe sa pièce de cuir et, pensant continuer son travail le lendemain, il va se coucher après avoir fait une prière. Le lendemain matin, il a la surprise de trouver sur sa table deux chaussures déjà finies et très belles. Bien vite arrive un client, et celui-ci les achète à un prix plus élevé que d'habitude. Avec l'argent, le cordonnier peut acheter du cuir pour fabriquer deux autres paires et, le soir, il prépare de nouveau son travail pour le lendemain. Et le lendemain, encore, il trouve des chaussures déjà faites. Un client vient, qui paye assez pour acheter de quoi fabriquer quatre paires de chaussures... L'histoire se répète, et le cordonnier finit par devenir riche, pour ainsi dire.

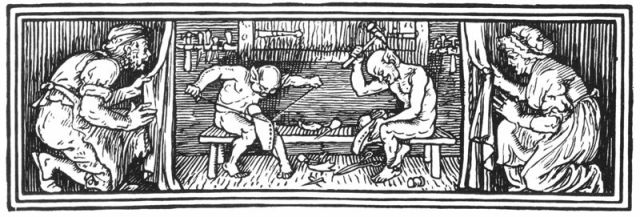
Illustration de Walter Crane extraite de Grimm (éd.), Household Stories, trad. Lucy Crane, 1886.

Peu avant Noël, le cordonnier propose à sa femme de ne pas aller se coucher afin de découvrir le fin mot de l'histoire. Au lieu de cela, ils se cachent dans un coin de la maison. À minuit, ils voient arriver deux petits hommes tout mignons et tout nus, qui ne tardent pas à se mettre à l'ouvrage. Le jour suivant, le couple décide de fabriquer des petits vêtements pour remercier les petits hommes. Au soir, ils déposent les habits sur la table et, à nouveau, se cachent pour guetter la réaction des lutins. Ceux-ci apparaissent comme auparavant, à minuit, et en trouvant leurs cadeaux, bondissent de joie, puis ils s'en vont. On ne les a plus revus depuis, mais les affaires du cordonnier et de sa femme ont continué à être prospères jusqu'à la fin de leurs jours.

### Deuxième histoire
Une pauvre servante fort travailleuse trouve un jour une lettre. Ne sachant pas lire, elle apporte la lettre à son patron. C'est une invitation des lutins qui veulent que la servante soit la marraine d'un de leurs enfants. Trois lutins viennent la chercher et l'emmènent dans une montagne creuse. L'accouchée est étendue dans un lit d'ébène, avec des couvertures brodées d'or ; le minuscule berceau est d'ivoire et la baignoire d'or massif. Après le baptême, les lutins supplient la servante de demeurer avec eux trois jours de plus. Elle accepte et passe trois journées très joyeuses. Au moment de son départ, ils lui bourrent les poches d'or. Revenue à la maison, elle commence à balayer, puis des gens qu'elles n'a jamais vus auparavant entrent et lui demandent qui elle est et ce qu'elle fait. En fait, ce n'est pas trois jours qu'elle a passé en compagnie des lutins mais sept années et, dans l'intervalle, ses anciens patrons sont morts.

### Troisième histoire: les lutins

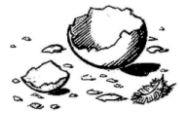
Coquille d'œuf brisée.

Des lutins ont enlevé un enfant dans un berceau et l'ont remplacé par un petit monstre à grosse tête (un changelin). La mère va demander conseil à sa voisine, qui lui dit d'emmener le petit monstre dans sa cuisine et de faire bouillir de l'eau dans deux coquilles d'œuf, ce qui devrait faire rire la créature et tout résoudre. La mère suit les recommandations de la voisine et, tandis qu'elle met l'eau à bouillir dans les coquilles, le petit monstre dit : « Moi qui suis vieux pourtant comme les bois de Prusse je n'avais jamais vu cuisiner dans un œuf ! ». Sur ce, il éclate de rire, et une foule de lutins surgissent, qui emportent le petit monstre et ramènent le véritable enfant.

## Analogies et commentaires
Le troisième conte trouve un équivalent dans The Celtic Fairy Tales édité par Joseph Jacobs (1891) : Brewery of Eggshells (« Préparation de coquilles d'œufs »). Un vieux sage y conseille à la mère, qui a vu ses enfants jumeaux remplacés, de faire cuire un brouet dans une coquille d'œuf, et si elle les entend « parler de choses dépassant les compétences d'un enfant », de les jeter dans le lac. C'est ce qui se produit (l'un des enfants déclare, sous forme d'une comptine rimée, qu'il n'a jamais vu préparer un dîner dans une coquille d'œuf), et la mère peut ainsi récupérer ses véritables jumeaux. Le conte fait allusion à la saison de la moisson. Une autre version de ce conte avait été publiée par Thomas Crofton Croker (en) dans Fairy Legends and Traditions of the South of Ireland (1838).